# Trichosporon
Trichosporon é um gênero de leveduras sem fase sexual conhecida, amplamente distribuídos na natureza e pelo mundo, mas várias espécies ocorrem como uma parte natural da flora da pele, vias respiratórias e via digestiva de 2 a 5% seres humanos e também encontrados em outros animais.

## Aparência
Suas células leveduriformes germinam para produzir hifas hialinas que formam septos (paredes), os compartimentos das hifas atuam como artroconídio (propágulos assexuados). Formam colônias brancas ovaladas e parecem bacilos enfileirados com blastosporos ao microscópio. A parede celular do Trichosporon contém estruturas de manose que inibem a fagocitose pelos macrófagos. Produzem um biofilme que facilita a colonização de dispositivos internos, permitindo tanto a adesão a material protético e proteção contra antifúngicos.

## Epidemiologia
Piedra blanca é muito comum, mas por ser inofensiva quase nunca é diagnosticada ou diferenciada de outras tipos de caspa.
Tricosporonose, a forma sistêmica grave, é rara, afetando apenas cerca de 1% dos pacientes com leucemia e 0,3% dos pacientes com outros cânceres. A mortalidade é de 40 a 80%, pois sua resistência a antifúngicos é elevada. É mais comum em adultos, com doenças do sangue e duas vezes mais comuns em homens.

## Patologia
Nove espécies causam doenças em seres humanos: Trichosporon asahii (a causa mais comum de infecção disseminada), Trichosporon inkin (causa mais comum de piedra blanca), Trichosporon asteroides, Trichosporon cutaneum, Trichosporon mucoides, Trichosporon ovoides, Trichosporon pullulans, Trichosporon loubieri e Trichosporon japonicum.
As infecções sistêmicas por Trichosporon (tricosporonose) afetam pacientes imunossuprimidos, oncológicos ou hematológicos, principalmente idosos internados na UTI e tem alta mortalidade.
Blastoschizomyces capitatus, antigamente conhecido como Trichosporon capitatus causa pneumonia alérgica no Extremo Oriente em imunossuprimidos.